# تاریخ جامع موسیقی
تاریخ جامع موسیقی کتابی از الک رابرتسون و دنیس استیونس با ترجمهٔ بهزاد باشی است که در سال ۱۳۶۹ منتشر و در مراسم کتاب سال جمهوری اسلامی ایران به‌عنوان کتاب برگزیده معرفی شد.